# Kerstin Eisenreich

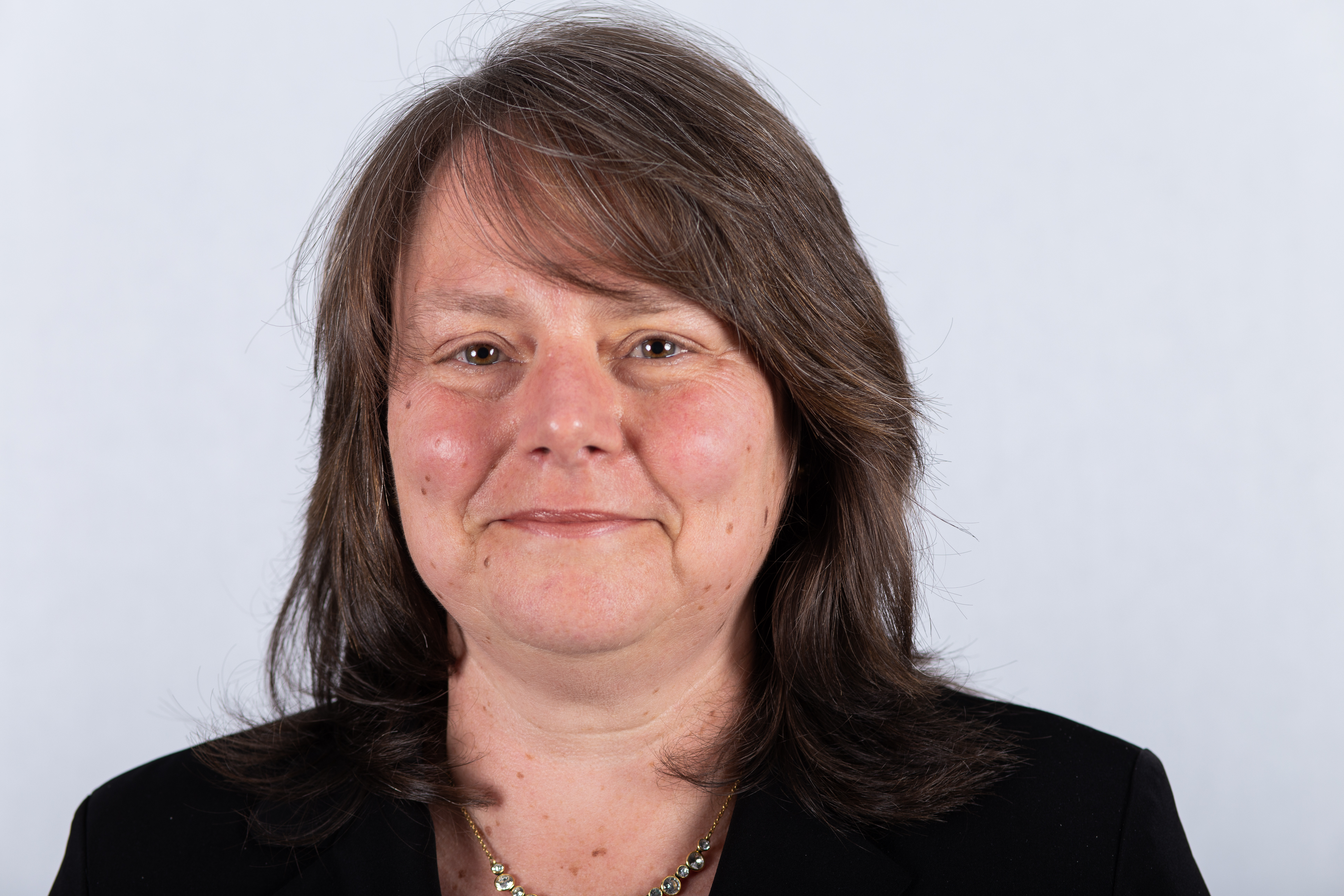
Kerstin Eisenreich 2018

Kerstin Eisenreich (* 29. Juli 1969 in Oschatz) ist eine deutsche Politikerin (Die Linke) und seit 2016 Abgeordnete im Landtag von Sachsen-Anhalt.

## Biografie
Eisenreich studierte ab 1988 an der Universität Leipzig Russisch und Spanisch mit Abschluss als Diplom-Sprachmittlerin 1993. Nach einem Auslandsaufenthalt in Spanien wurde sie ab 1996 selbstständig in ihrem Beruf tätig. Daneben lehrt sie seit 2003 an der Hochschule Magdeburg-Stendal. Eisenreich ist verheiratet, hat zwei Kinder und wohnt im Ortsteil Großkugel der Einheitsgemeinde Kabelsketal.

## Politik
Eisenreich trat 2013 der Partei Die Linke bei und gehört seit 2014 dem Kreistag des Saalekreises sowie bis 2024 auch dem Gemeinderat der Einheitsgemeinde Kabelsketal an. Bei der Landtratswahl des Saalekreises am 15. Juni 2014 erhielt sie in der Stichwahl 40,9 Prozent der Stimmen, unterlag deshalb gegen den CDU-Kandidaten Frank Bannert, der 59,1 Prozent der Stimmen erhielt. Bei den Landtagswahlen in Sachsen-Anhalt 2016 und 2021 erhielt Eisenreich ein Mandat über die Landesliste ihrer Partei. 2021 und 2022 wurde Eisenreich in den Bundesvorstand der Linken gewählt.